# Evangelische Kirche Martinroda

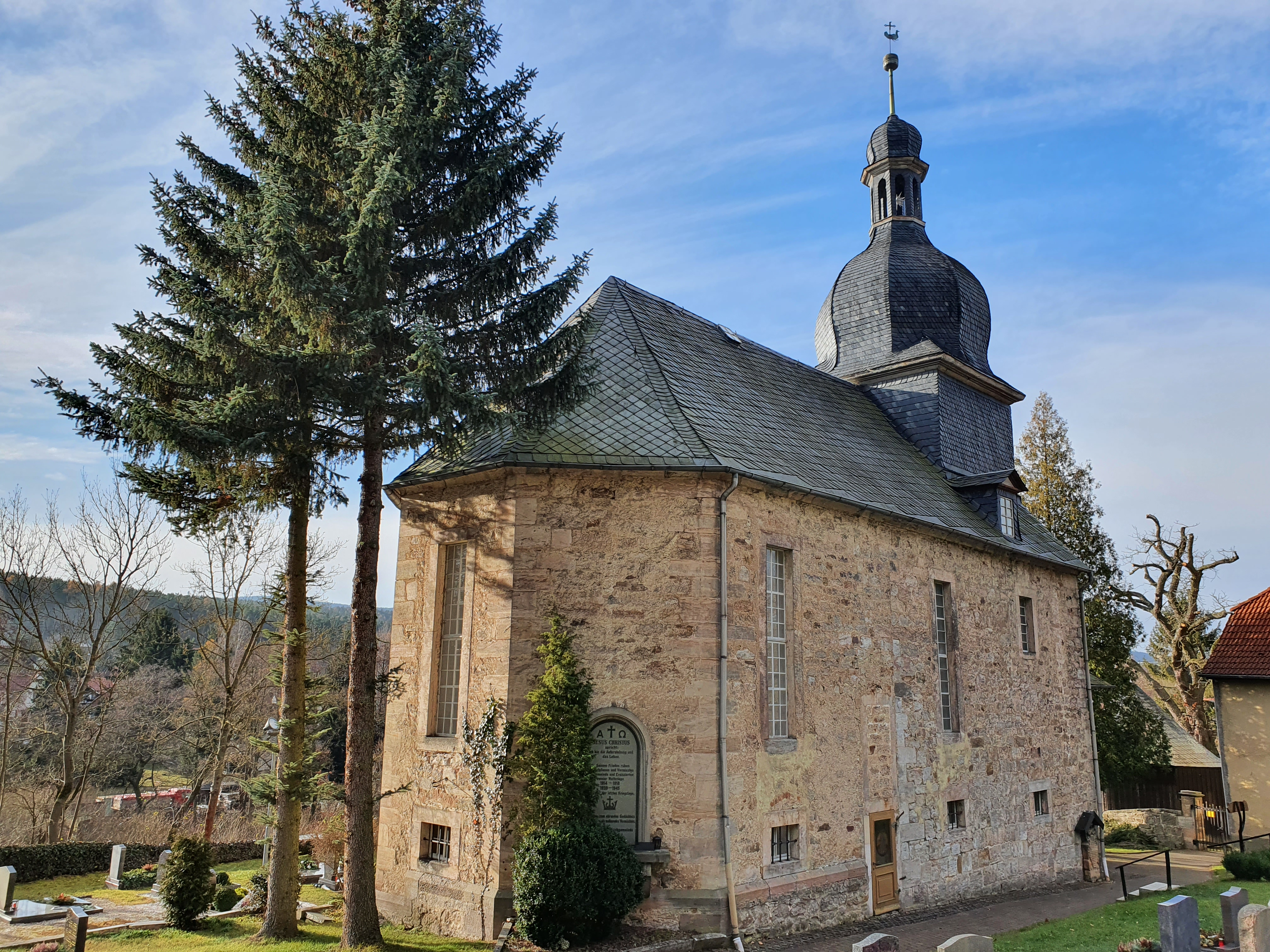
Evangelische Kirche in Martinroda

Die evangelische Kirche von Martinroda im Ilm-Kreis in Thüringen befindet sich mit ihrem ummauerten Friedhof, einer Friedhofskapelle und dem ehemaligen Pfarrhaus am nordöstlichen Ortsrand, unmittelbar am Fuße des Veronikabergs. Es handelt sich hierbei um eine kleine regionaltypische Feldstein-Kirche mit verschiefertem Turm und Dach.
Sie gehört zur Kirchengemeinde Geratal im Kirchenkreis Arnstadt-Ilmenau der Evangelischen Kirche in Mitteldeutschland.

## Geschichte

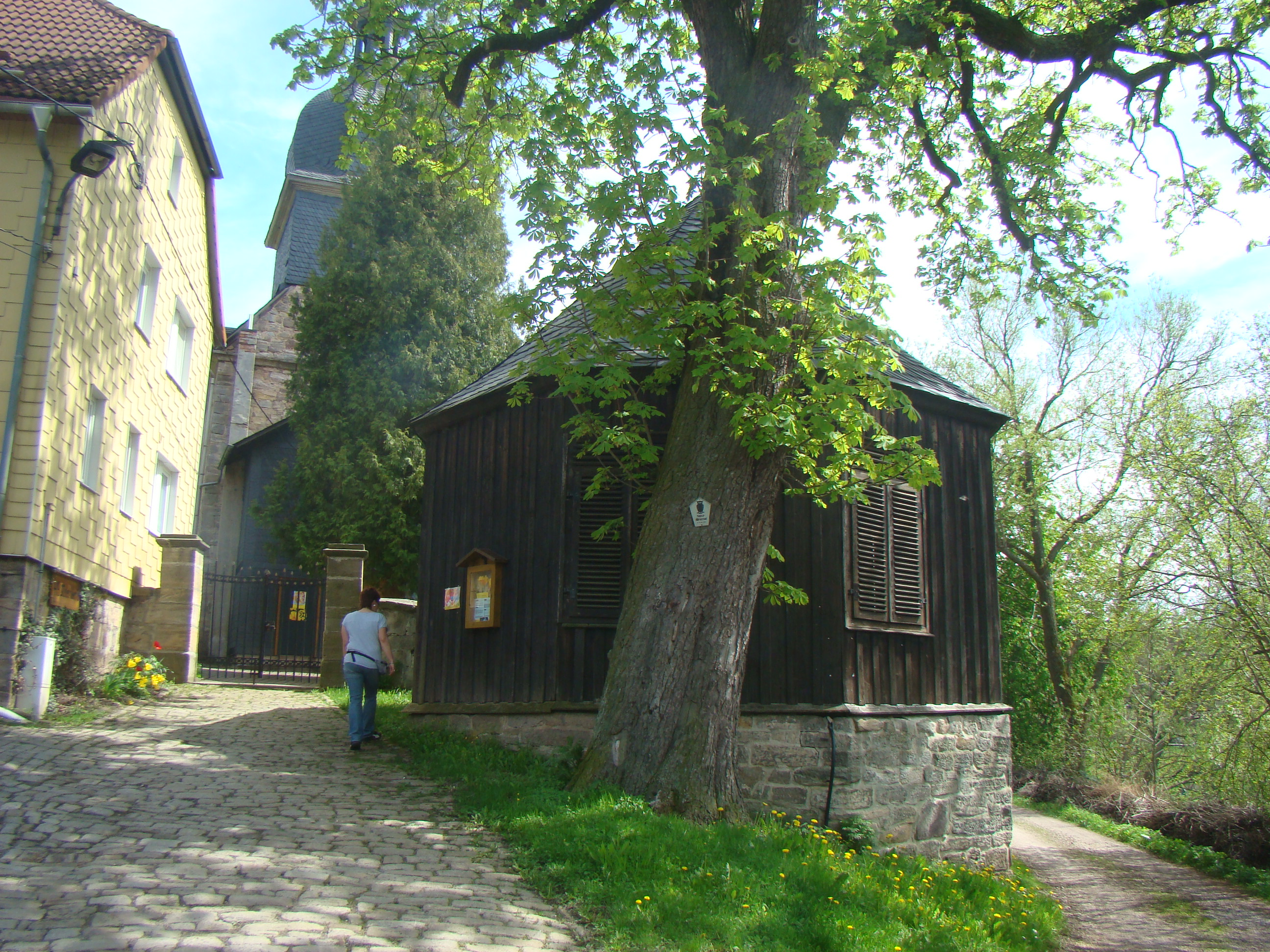
Ensemble aus Pfarrhaus, Kirche und freistehendem Glockenhaus

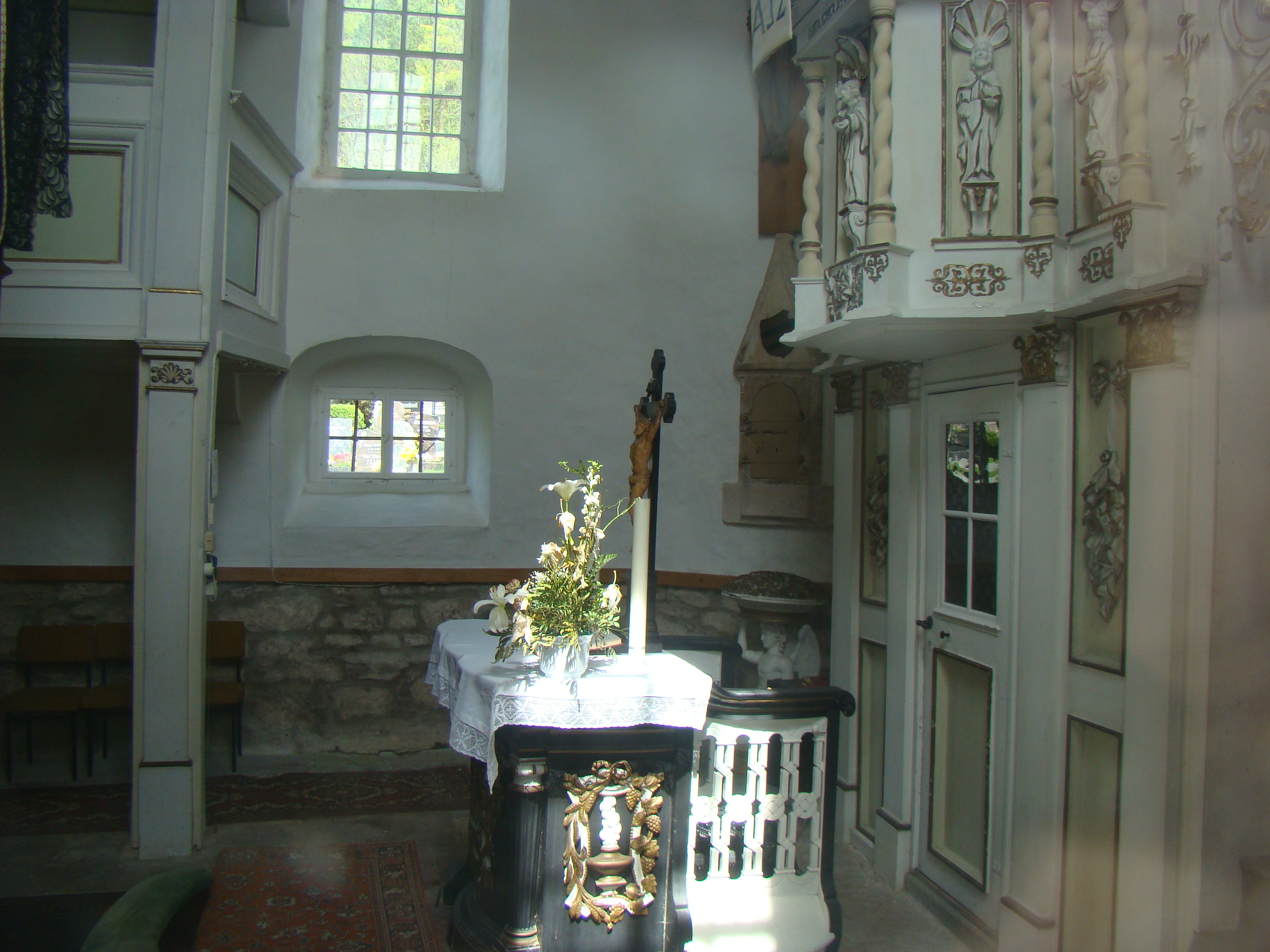
Altarbereich

Die Bauzeit ist unbekannt, der Bauart nach stammt die Kirche aus der romanischen Zeit. Ihr heutiges Aussehen erhielt sie im Jahr 1720, als sie zu einer unverputzten barocken Saalkirche umgebaut wurde. Nach umfangreicher Restaurierung wurde die Kirche mitsamt ihrer Orgel wiedereingeweiht.  Sie steht seit 1991 unter Denkmalschutz.

## Beschreibung

### Architektur
Die Kirche ist in Ost-West-Richtung gebaut, der eingezogene Turm bildet den westlichen Abschluss. Das Kirchenschiff trägt ein Spitzdach mit östlichem dreiteiligem Walmdachabschluss. Der Turm wird von einer Schweifkuppel mit aufgesetzter Laterne, einer langen Spitze mit der Turmkugel und einer Wetterfahne gekrönt. In einem Glockenhaus außerhalb der Friedhofsmauern läuten die beiden Glocken der Kirche. Das gotische Spitzbogenfenster an der Ostseite des Langhauses ist inzwischen zugemauert. Das Kircheninnere wird durch vier große rechteckige Fenster erhellt. Immer noch sichtbar sind die zugemauerten frühgotischen Rundbögen in der Außenfassade.

### Ausstattung
Die Holzdecke des Innenraums ist als Himmel ausgestaltet. Sehenswert sind die beiden Emporen und der reich verzierte Kanzelaltar aus dem ersten Drittel des 18. Jahrhunderts. Die zweite Empore trägt die Orgel, die bis unter die Holzdecke reicht und einen Prospekt mit prächtigen barocken Schnitzereien und figürlichen Darstellungen musizierender Engel trägt.
Aus vorreformatorischer Zeit (vor dem 16. Jahrhundert) stammt das Tabernakel, der Aufbewahrungsort für das Heilige Brot in katholischen Kirchen. Es wurde vom Vorgängerbau übernommen und dient als Behältnis für das Abendmahlgeschirr. Darüber hängt an einem neuen Eichenkreuz eine lebensgroße Christusfigur aus dem 13. Jahrhundert. Im Innenraum dominieren die Farben Gold, Weiß und Grün. Sehenswert ist auch ein Taufengel von 1722.

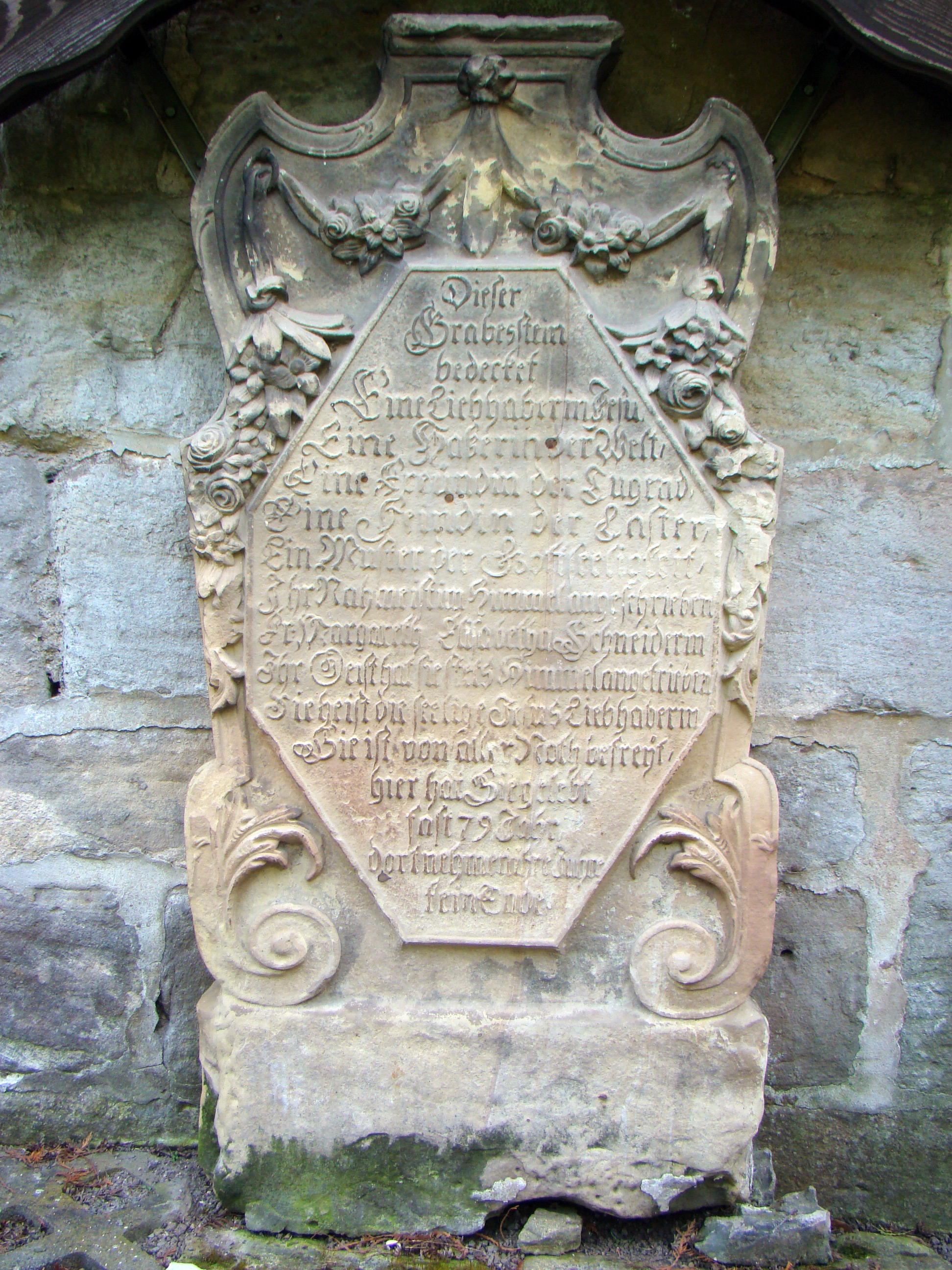
Grabmal an der Außenwand der Kirche
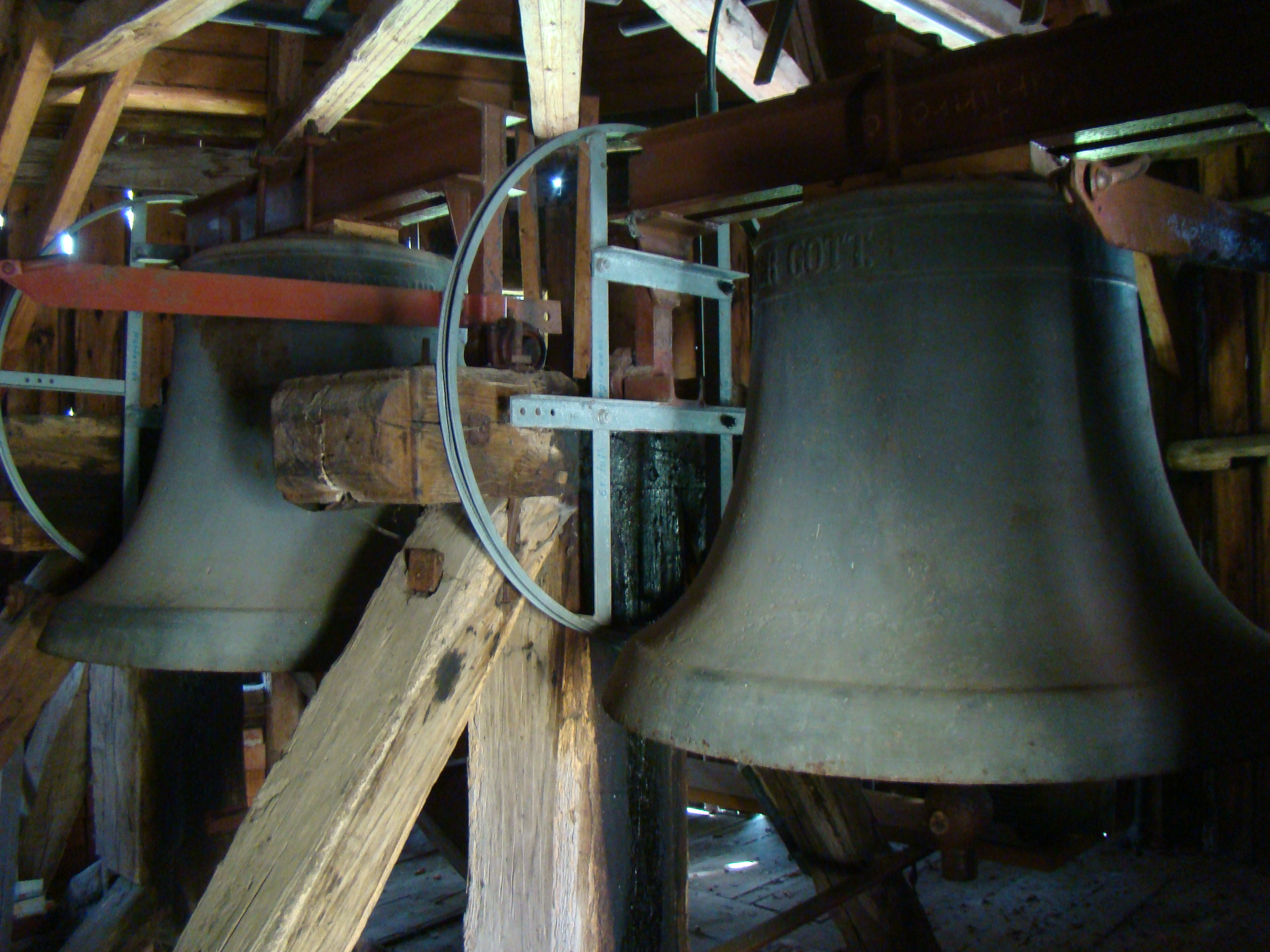
Glockenstuhl im nahen Glockenhaus
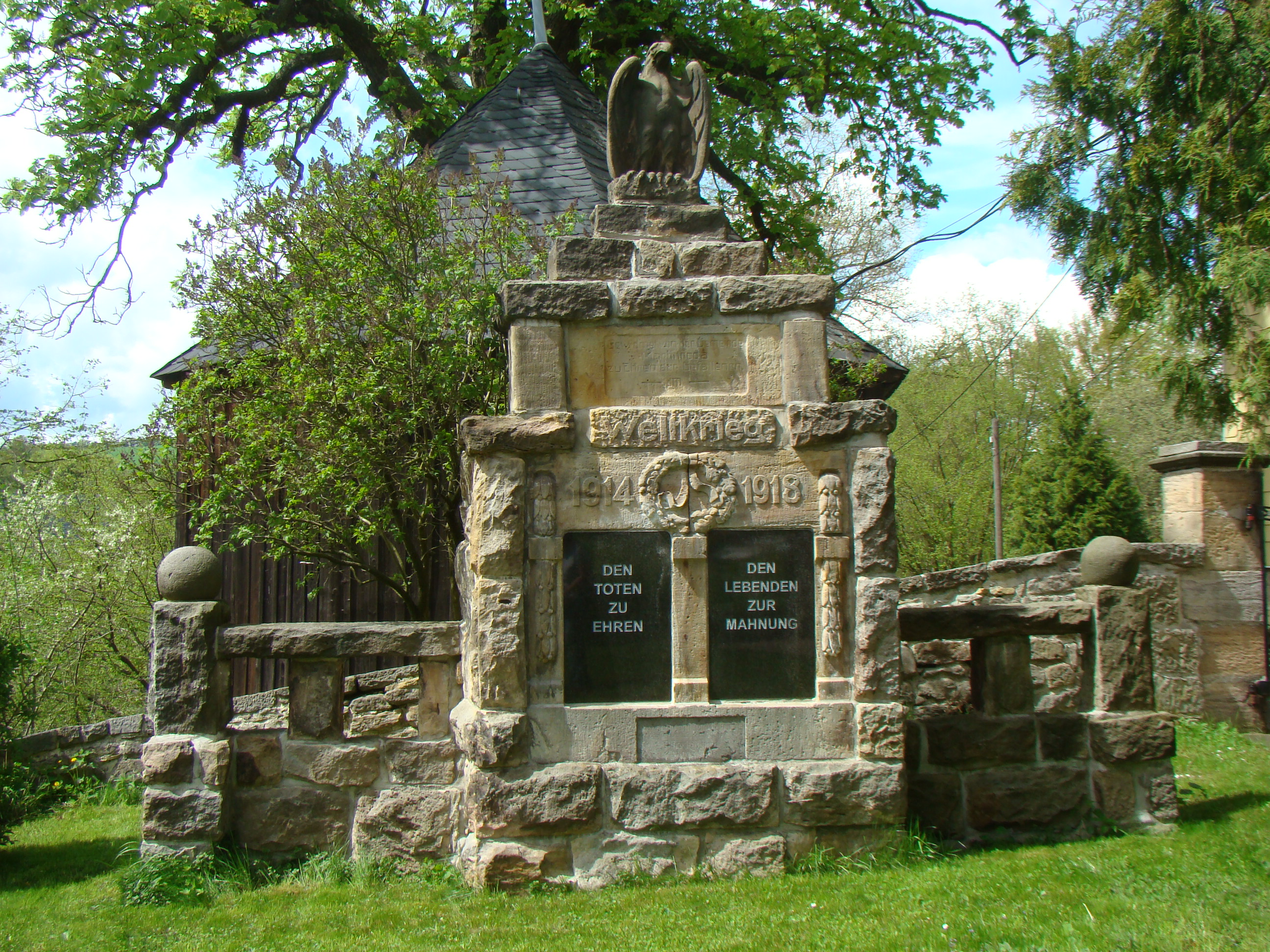
Kriegerdenkmal bei der Kirche